# In My Zone (Rhythm & Streets)
}}
In My Zone  es el primer mixtape de Chris Brown antes de Fan of A Fan que ha sido publicado el 14 de febrero de 2010.
1. "Bad" (featuring Soulja Boy)
2. "Invented Head
3. "Turnt Up"
4. "Too Freaky"
5. "Convertible"
6. "Don't Lie""
7. "Shoes" (featuring La the Darkman)
8. "Big Booty Judy" (featuring Kevin McCall)
9. "Medusa"
10. "Back Out"
11. "Work wit It"
12. "Say Ahh" (featuring T-Breezy)
13. "I Get Around"
14. "No Bullshit"
15. "Follow Me (Twitter)" (featuring Kevin McCall)
16. "How Low Can You Go"
17. "T.Y.A."
18. "I Wanna Rock"
19. "Perfume" (featuring RichGirl)
20. "Sex"
21. "Glow in the Dark" (Bonus track)

- Datos: Q649443